# 彼女は戦争妖精
『彼女は戦争妖精』（かのじょはウォーライク）は嬉野秋彦による日本のライトノベル。イラストはフルーツパンチが担当している。ファミ通文庫（エンターブレイン）より2008年8月から2011年8月まで刊行された。

## ストーリー
ある日、ほぼ一人暮らし（正確には1年の大半を海外で過ごす叔父との二人暮らし）の高校生、宮本伊織の家に大きな木箱が届けられた。宛てはなんと行方不明の父親からのものだった。だが、発送されたのは7年前で、その間は何かの手違いで港の倉庫に眠っていたのだという。木箱を開けると中身は未使用の棺だった。そしてその棺の中にはビスクドール、かと思いきや生きている少女が眠っていた。その少女―クリスタベル―は自らをウォーライクと名乗り、エリジウムに帰らなくてはならないと伊織に告げる。
最初はクリスタベルの発言を疑い、邪険に扱っていた伊織だが、買い物帰りに不穏な世界に取り込まれ、いきなり槍を持ち、常人とは思えぬ力を使う男に襲われる。そして逃げ続ける伊織にクリスタベルはそっとキスをすると、自分の影の中へと潜り込み剣となって現れた。困惑する伊織にどこかから声が飛んできた。早くその剣を取れ、と言われる。
そして決着をつけた伊織のもとに見覚えのある女―美術教師の早瀬薬子―、声の正体の人物がやって来た。薬子もウォーライクを連れていた。そして伊織は薬子にウォーライクとは何なのかを教えてもらう。
伊織はクリスタベルを守るために、二人で平穏に暮らすために様様な敵に立ち向かっていくファンタジー物語である。

## 登場人物
宮本伊織（みやもと いおり）　　
本作の主人公。黒髪眼鏡の高校1年生。基本的真面目な性格で、頭もいい方で宿題を忘れるなどは滅多にない。クリスタベルの鞘の主。常葉とは戦友だがだんだんと恋に発展していく。
クリスタベル　　
本作準主人公。金髪碧眼の美少女で伊織とパートナーのウォーライク。とても幼い性格でリリオーヌと仲が良い。変形すると青白い剣になる。
大路常葉（おおじ ときわ）　　
伊織の戦友で（後々は好きになってしまう）高校2年生の先輩。リリオーヌの鞘の主で、学園ではﾞ王子ﾞと呼ばれるほど人気。頭が良く成績もいい。お金持ちで和風の屋敷に住んでいる。だがピンクやフリルなどが好きな一面もある。
リリオーヌ　　
常葉のパートナー。無口で口癖が「ぬぅ」。クリスタベルと仲が良くいつも遊んでいる。変形すると白銀のグレイブになる。
早瀬薬子（はやせ くすこ）　　
三日月学園の美術教師であるとともにエルクドゥーンの鞘の主。学園ではいつも貧乏くさい恰好をしているがかなりのお金持ち。
エルクドゥーン　　
薬子のパートナー。見た目は美少女だが実は男の子。薬子の趣味で女装をさせられている。喋り方が特徴的で江戸っ子という感じ。変形すると長大な剣と化す。
牧島さつき（まきしま さつき）　　
伊織と中学生からの幼馴染でクラスメイト。その頃から伊織のことが好きでよく本を借りる仲だった。物静かだが気強い一面ももっている。後々鞘の主となる。

## 用語
戦争妖精―ウォーライク―
死んだ人たちの魂が何かの拍子により合わさり周りの魂を取り込んで生まれたもの。その魂は何百年かに一度、フィリによって楽園に還され、再び世界にばら撒かれる。自らの影に潜むことにより、ウォーライク一体につき一つの武器に変形する。この武器は戦闘で(通常形態でも)ダメージ受けると、武器に罅が入り、完全に破壊された場合(へし折れる、粉々になる、割れるなど)はそのウォーライクは塵となり消滅する。そして散ったウォーライクの魂は、勝利したウォーライクに吸収され、そして勝者は成長し強くなる。ウォーライクはその成長で様々な能力を取得する。
楽園―エリジウム―
ウォーライクと全ての魂が還る場所とされており、すべての戦いに勝利したウォーライクはそこに旅立つとされ、その際自身の鞘の主の願いを一つ叶えるといわれている。だが、その後ロードは願いをしたこと事態を忘れてしまうためそれが叶ったのか本人にもわからない。人を生き返らせることは不可能。
逢魔が刻―トワイライト―
ウォーライク同士が戦うための異空間で、そこにはウォーライクと鞘の主しか入れ入ることはできない。どちらかのウォーライクと鞘の主が一方的に扉を開き相手を引き込み戦闘を始める。巻き込まれたウォーライクと鞘の主は相手のウォーライクを倒すか、相手が再び扉を開き逃げなければここから出ることはできない。背景は現実世界と同じだが、常に夕暮れの空で、そこでいくら物を破壊しても現実世界に影響はないが、トワイライトから現実世界に戻る時は自分が存在している同じ位置に戻るので注意が必要。
鞘の主―ロード―
変形したウォーライクを使って戦う本人。負けるとウォーライクに関したことを全て忘れてしまう。
魔性の血―エルフィンブラッド―
ウォーライクが鞘の主にキスで与え身体能力と闘争心をかき立てる。
妖精の書―レボル・シオグ―
数百年に一度この世界に現れ語り部を選ぶ。
語り部―フィリ―
死者の魂を楽園へといざなうウォーライクのこと。
吟遊詩人―ミンストレル―
円環の蛇を見守る役割と死の蛇を正す義務があり、全てのウォーライクを楽園に還す際、詩を詠唱し魂をみちびく。
円環の蛇―ウロボロス―
人間の生と死をめぐる決して途切れてはいけないサイクル。
死の蛇―クロウ・クルーワッハ―
戦いを否定する鞘の主とウォーライクのこと＝円環の蛇を否定する異端分子。
秤の妖精―ウォーキーパー―
吟遊詩人が使う武器に変形する妖精。ウォーライクよりも多様に変形でき、何種かの武器と、武器以外にも鸚鵡や魔獣などに変形することが可能。

## 既刊一覧
- 嬉野秋彦（著）・フルーツパンチ（イラスト）、エンターブレイン〈ファミ通文庫〉、全12巻
  - 『彼女は戦争妖精1』、2008年8月30日発売[1]、ISBN 978-4-7577-4406-6
  - 『彼女は戦争妖精2』、2008年12月26日発売[2]、ISBN 978-4-7577-4580-3
  - 『彼女は戦争妖精3』、2009年5月30日発売[3]、ISBN 978-4-7577-4889-7
  - 『彼女は戦争妖精4』、2009年8月29日発売[4]、ISBN 978-4-7577-5043-2
  - 『彼女は戦争妖精 小詩篇1』、2009年11月30日発売[5]、ISBN 978-4-04-726141-9
  - 『彼女は戦争妖精5』、2010年3月29日発売[6]、ISBN 978-4-04-726399-4
  - 『彼女は戦争妖精 小詩篇2』、2010年5月29日発売[7]、ISBN 978-4-04-726539-4
  - 『彼女は戦争妖精6』、2010年8月30日発売[8]、ISBN 978-4-04-726759-6
  - 『彼女は戦争妖精7』、2010年12月25日発売[9]、ISBN 978-4-04-726964-4
  - 『彼女は戦争妖精 小詩篇3』、2011年2月28日発売[10]、ISBN 978-4-04-727076-3
  - 『彼女は戦争妖精8』、2011年5月30日発売[11]、ISBN 978-4-04-727284-2
  - 『彼女は戦争妖精9』、2011年8月29日発売[12]、ISBN 978-4-04-727463-1